# Okinawarall
Okinawarall (Gallirallus okinawae) är en starkt hotad fågel i familjen rallar som enbart förekommer på en enda ö i södra Japan.

## Kännetecken

### Utseende
Okinawarallen är en medelstor (30 cm) och nästan flygoförmögen rall med röd näbb och långa röda ben. Den är mörkt olivbrun ovan, på undersidan svart med täta vita band från nedre delen av halsen till undre stjärttäckarna. På det svarta huvudet syns en vit fläck på tygeln samt ett vitt streck från bakom ögat ner till sidan av halsen.

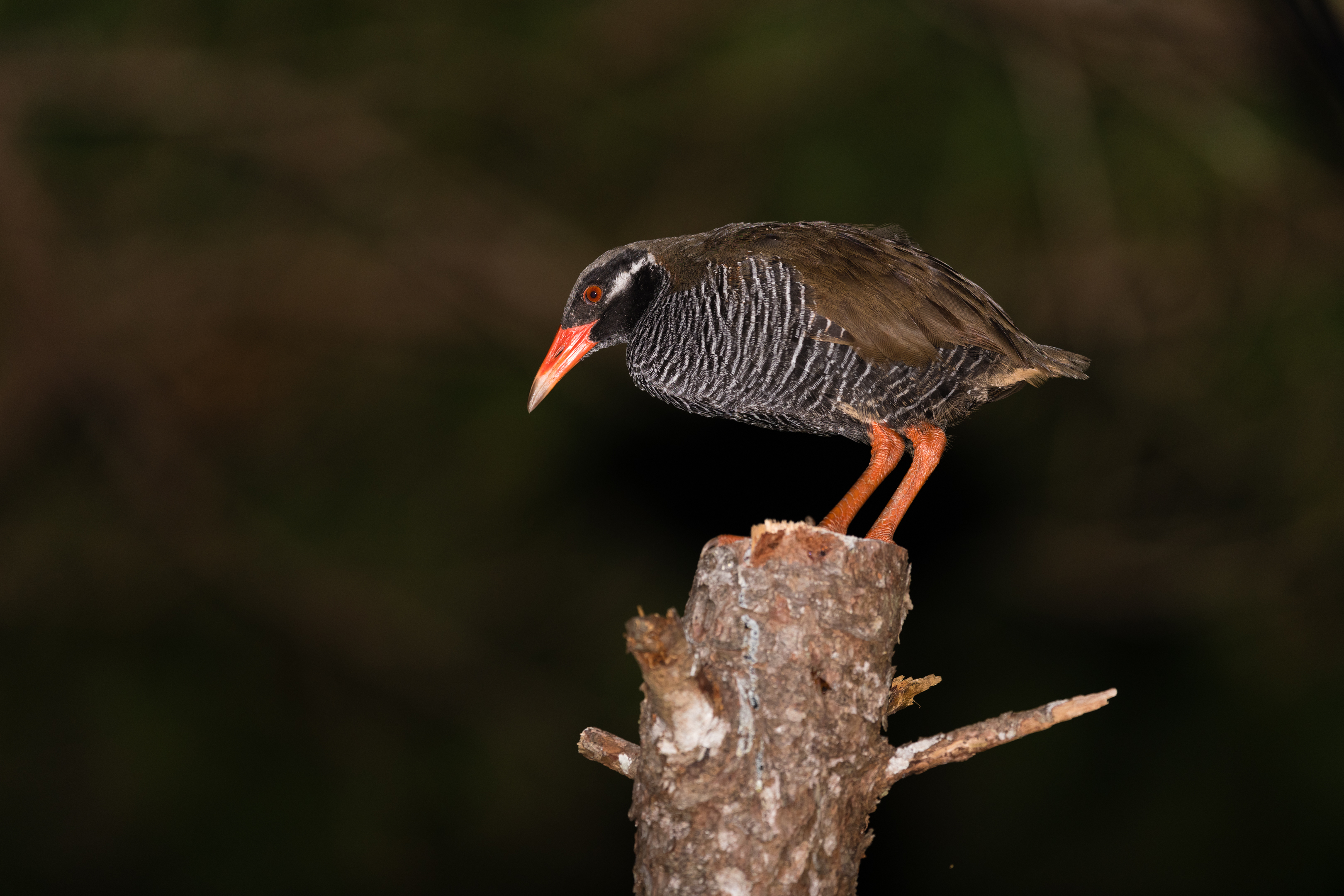

### Läten
Okinawarallen är en mycket ljudlig fågel. Lätena beskrivs i engelsk litteratur som högljudda "kyo", ett "kwi kwi kwi ki-kwee ki-kwee" som ofta besvaras av ett "ki-ki-ki" och ett "kyip kyip kyip" från båda könen i paret. Även ett stigande grymtande läte hörs liksom ett lågt och bubblande "gu-gu-gugugugu" eller "gyu-gyu-gyagyagya".

## Utbredning och systematik
Fågeln lever endast på norra Okinawa i södra Ryukyuöarna, i södra Japan. Den tros vara närmast släkt med zebrarall och newbritainrall.

## Levnadssätt
Okinawarallen förekommer i en rad olika miljöer, framför allt subtropisk skog, ofta med tät undervegetation av ormbunkar, nära strömmande vattendrag och vattensamlingar. Den ses också i skogsnära jordbruksbygd. Den är nästan, men inte helt, flygoförmögen och födosöker mestadels på marken, ibland i grunt vatten, på jakt efter ryggradslösa djur och ödlor. Fågeln häckar mellan maj och juli och lägger två till tre ägg i boet på marken.

## Status
Okinawarallen har ett mycket begränsat utbredningsområde på en enda ö och en liten världspopulation på endast 480 vuxna individer. Den tros dessutom minska i antal till följd av predation från invasiva däggdjur och habitatförlust på grund av vägbyggen, jordbruk och bygge av golfbanor. Internationella naturvårdsunionen IUCN kategoriserar därför arten som starkt hotad.